# Мелконян, Соломон Акопович
Соломон Акопович Мелконян (1903 год, Сухумский округ, Кутаисская губерния, Российская империя — дата смерти неизвестна) — агроном колхоза имени Микояна Очемчирского района Абхазской АССР, Грузинская ССР. Герой Социалистического Труда (1949).

## Биография
Родился в 1903 году в крестьянской семье в одном из сельских населённых пунктов Сухумского округа Кутаисской губернии.
Со второй половины 1940-х годов — агроном колхоза имени Микояна Очемчирского района с центральной усадьбой в селе Меоре Атара.
Применял передовые агрономические методы при выращивании табака, в результате чего колхоз имени Микояна в 1948 году собрал в среднем с каждого гектара по 16,8 центнеров листьев табака сорта «Самсун № 27» на участке площадью 24,1 гектара. Указом Президиума Верховного Совета СССР от 3 мая 1949 года «за получение высоких урожаев кукурузы и табака в 1948 году» удостоен звания Героя Социалистического Труда с вручением ордена Ленина и золотой медали «Серп и Молот».
Этим же указом званием Героя Социалистического Труда были награждены председатель колхоза имени Шаумяна Леон Агасерович Элекчян и двое бригадиров-табаководов Паравон Геворкович Минасян и Мкирдич Оганесович Чепнян.
После выхода на пенсию проживал в селе Атара-Армянская.
Дата смерти не установлена.